# فرودگاه نورث‌امپتن
فرودگاه نورث‌امپتن (به انگلیسی: Northampton Airport) یک فرودگاه همگانی است که یک باند فرود آسفالت دارد و طول باند آن ۱۰۲۶ متر است. این فرودگاه در کشور ایالات متحده آمریکا قرار دارد و در ارتفاع ۳۷٫۲ متری از سطح دریا واقع شده است.